# Doma (Nigeria)
Doma è una città della Repubblica Federale della Nigeria appartenente allo Stato di Nassarawa. È capoluogo dell'omonima area a governo locale (local government area) che si estende su una superficie di 2.714 km² e conta una popolazione di 139.607 abitanti.